# Massacres du 28 septembre 2009
Les massacres du 28 septembre 2009 font suite à une manifestation de partisans de l'opposition guinéenne au stade du 28 septembre de Conakry, organisée le 28 septembre 2009 contre les projets du chef de la junte militaire au pouvoir de se présenter à l'élection présidentielle. Cette manifestation a été réprimée dans le sang par l'armée.
À la suite des actions de l'armée, qui a ouvert le feu sur une foule de 50 000 personnes, selon les observateurs internationaux, au moins 150 personnes sont tuées par des militaires, 1 400 blessées et des centaines violées. Selon les autorités, 57 personnes ont été tuées, la plupart piétinées par la foule. Cependant, le nombre exact de victimes est inconnu.
Le capitaine Moussa Dadis Camara, au pouvoir, a blâmé les soldats incontrôlés responsables des événements. Le massacre de civils non armés a été condamné par la communauté internationale, qui a imposé des sanctions aux autorités guinéennes, les a appelées à punir les auteurs et le capitaine Camara à renoncer à ses aspirations présidentielles. Afin d'expliquer en détail le cours des événements, une enquête internationale de l'ONU a été lancée, qui a placé la responsabilité de leur cours sur plusieurs membres supérieurs de la junte, y compris son chef. Les Nations unies et la Cour pénale internationale ont déclaré que le massacre de civils était un crime contre l'humanité,.
La conséquence de la brutalité de la contestation a été la cause de la montée des tensions politiques dans le pays. Le président du Burkina Faso, Blaise Compaoré, a entrepris une mission de négociation au nom de la CEDEAO afin de résoudre la crise et de trouver un accord entre les autorités et l'opposition. En janvier 2010, après un véritable changement de direction au sommet du pouvoir, les partis parviennent à un compromis et signent un accord pour ramener le pays à un régime civil, former un gouvernement de transition conjoint et organiser des élections dans les six mois.

## La genèse des événements

Localisation de la Guinée sur la carte de l'Afrique

La Guinée, un État d'Afrique de l'Ouest avec une population de plus de 13,5 millions d'habitants, a été gouvernée depuis 1958 par deux président dont Ahmed Sékou Touré pendant 26 ans et Lansana Conté pendant 24 ans de manière autoritaire. Ce régime violera par plusieurs occasions les droits de ses citoyens.
Le 24 décembre 2008, quelques heures après l'annonce du décès du président Lansana Conté, la junte militaire dirigée par le capitaine Moussa Dadis Camara avec le Conseil national pour la démocratie et le développement (CNDD) prend le pouvoir à la suite d'un coup d'État. La junte a promis de rétablir l'ordre et la démocratie, de lutter contre la corruption et les cartels de la drogue et de renégocier les contrats d'extraction des ressources minérales défavorables à l'État. Le public, fatigué du règne de 24 ans de Conté, a soutenu le programme des nouvelles autorités et leur a accordé un crédit considérable de confiance, espérant un changement,.
Au fil du temps, cependant, les dirigeants ont commencé à perdre le soutien populaire en raison du retour à la manière autoritaire d'exercer le pouvoir. L'armée a pris le contrôle de toutes les affaires de l'État. Les soldats manquaient de discipline et commettaient des vols. Contrairement aux annonces précédentes, aucune mesure n'a été prise pour organiser des élections libres et équitables, et le capitaine Camara n'a pas exclu sa candidature aux élections présidentielles,. Dans le même temps, les voix de l'opposition réclamant un retour à un régime civil ont été brutalement réprimées et les auteurs des exactions sont restés impunis.
Le camp militaire Alpha Yaya Diallo à Conakry est devenu le siège de facto du gouvernement, d'où les membres de la junte décidaient des questions les plus importantes. Après avoir pris le pouvoir, Camara a suspendu la constitution, dissous toutes les institutions de la république et interdit toutes les activités politiques et syndicales. Initialement, il a proposé de tenir des élections d'ici décembre 2010, mais sous la pression internationale, il s'est engagé à les tenir un an plus tôt. Il a également déclaré que les membres du CNDD ne pourraient pas participer aux élections. Ces annonces ont rencontré un accueil favorable de la part du public et de l'opposition. Cependant, dans les mois suivants, la junte n'a pris aucune mesure pour organiser les élections, au contraire, a restreint la liberté d'expression et de réunion. Les tentatives de mener la campagne présidentielle par l'opposition se sont heurtées à des cas répétés d'intimidation et d'attaques. En août 2009, le CNDD a annoncé l'interdiction des SMS via les téléphones portables, et en septembre l'interdiction des discussions politiques sur les radios,.
Les opposants au régime militaire, les partis politiques, les syndicats et les organisations sociales ont formé une coalition conjointe du Forum des Forces Vives de Guinée. En mars 2009, elle a présenté aux autorités un calendrier de préparation des élections, proposant l'organisation d'élections législatives en octobre et d'élections présidentielles en décembre 2009. Bien que Camara ait accepté les propositions, il n'a pris aucune mesure supplémentaire et, en mai et juin 2009, la junte a refusé d'accorder des fonds à la commission électorale pour organiser les élections. Après des mois d'inaction et de pression croissante de la part de la société et de la communauté internationale, Camara a fixé en août 2009 la date de l'élection présidentielle au 31 janvier 2010, sans exclure sa participation. L'opposition a considéré la candidature potentielle de Camara comme une menace pour la crédibilité des élections et a commencé à planifier une manifestation dans le pays .

## Les préparatifs d'une manifestation

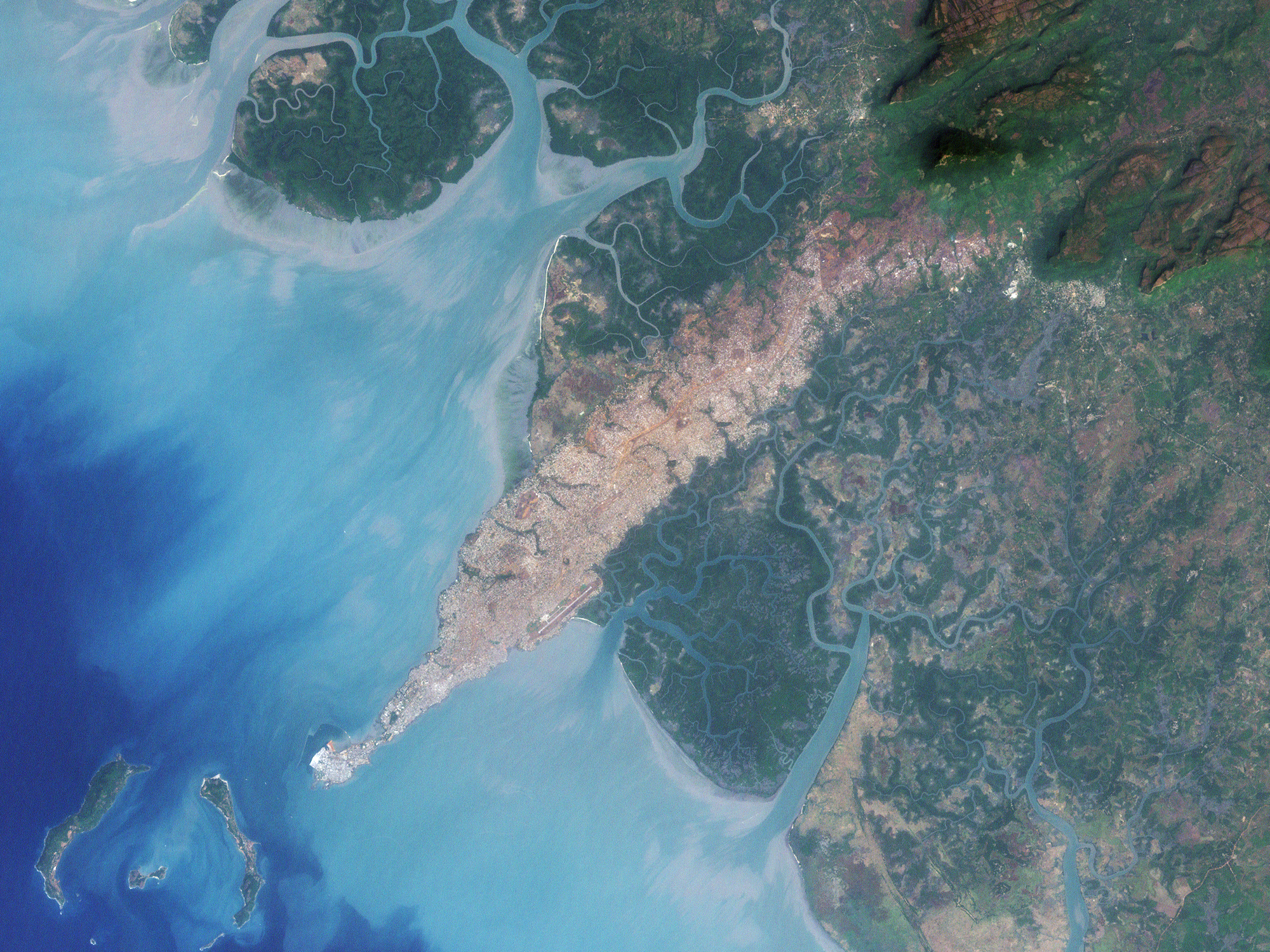
Une vue sur le bord de mer de Conakry, située sur la longue presqu'île de Kaloum

Le 19 septembre 2009, le Forum des Forces Vivantes Guinéennes (FFVG) a décidé d'organiser une manifestation principale le 28 septembre 2009. Ce jour a été délibérément choisi en raison de son importance historique. Le 28 septembre 1958, un référendum sur l'indépendance a eu lieu en Guinée, à la suite duquel le pays a accédé à la souveraineté le 2 octobre 1958. Un rassemblement antigouvernemental devait se tenir dans le plus grand stade de Conakry le 28 septembre ( Stade 28 septembre ), nommé d'après les événements mentionnés ci-dessus. La manifestation était destinée par les organisateurs à montrer le large soutien du public à l'opposition et à convaincre Camara de renoncer à son intention de se présenter aux élections.
Peu de temps après la tenue prévue de la manifestation, la FFVG a envoyé Jean-Marie Doré, président de la coalition Union pour le développement de la Guinée (UPG), auprès du capitaine Camara pour lui faire part de son intention d'organiser un rassemblement pacifique au stade de la ville. Selon le récit de Doré, Camara était initialement réticent, mais a finalement donné son consentement. La FFVG a ensuite envoyé des lettres officielles aux bureaux concernés avec des informations sur l'organisation de la réunion. Dans les jours suivants, cependant, les autorités ont pris des mesures pour empêcher l'organisation du rassemblement. Le 22 septembre, le ministre de la jeunesse Colonel Fodeba Touré a annoncé que le stade du 28 septembre serait fermé au public du 23 septembre au 11 octobre afin de le préparer pour le match contre le Burkina Faso. Le 27 septembre 2009, le ministre de l'Intérieur dans une déclaration télévisée a annoncé l'interdiction de toutes les manifestations dans le pays jusqu'au 2 octobre (Jour de l'Indépendance). Le même jour, Camara a déclaré le 28 septembre jour de congé et a interdit l'organisation de rassemblements publics pendant cette période. Les dirigeants de l'opposition ont décidé que la manifestation aurait lieu malgré l'interdiction. Dans la nuit du 28 septembre 2009, Camara a appelé l'un des leaders de l'opposition, Sidya Touré, président de l'Union des forces républicaines (UFR), exigeant l'annulation de la manifestation. Au lieu de cela, il a proposé d'organiser un rassemblement plus petit le 29 septembre au stade Nongo, plus petit et périphérique. Touré a cependant répondu qu'il n'était plus possible de se retirer de la manifestation et que ses participants se rassembleraient dans les rues de la capitale dans la matinée.

## Le déroulement de la contestation

### Chemin vers le stade
Le 28 septembre 2009, dès les premières heures du matin, des dizaines de milliers de supporters de l'opposition se sont dirigés du côté du stade, remplissant la rue principale de la ville, Donka. Au début, il était difficile de se rendre au stade en raison de fortes pluies, mais à partir de 8h30, les précipitations ont commencé à faiblir et la foule dans les rues s'est épaissie. La première rencontre des personnes se rendant au stade avec les services de sécurité a eu lieu à l'intersection de la rue Donka et de la rue Hamdalaye. Le commissariat qui y était stationné a tenté d'arrêter la marche avec des gaz lacrymogènes, mais s'est retiré sous la pression de la foule. À l'intersection suivante avec la rue Bellevue, la police a utilisé des balles réelles en plus des gaz lacrymogènes, entraînant la mort d'au moins deux personnes. Les manifestants ont commencé à jeter des pierres sur les forces de sécurité et ont attaqué le poste de police, y mettant le feu et incendiant plusieurs voitures de police. L'un des policiers a été blessé et toute l'unité s'est retirée, permettant aux manifestants de rejoindre le complexe sportif. Dans les jours suivants, le capitaine Camara a affirmé que lors de l'attaque contre le poste de police, des opposants avaient obtenu un certain nombre de munitions et d'armes qu'ils avaient l'intention d'utiliser lors du coup d'État. Cependant, selon un rapport de Human Rights Watch, il n'y avait aucune preuve pour étayer ces propos, et les manifestants n'étaient pas armés au moment de la manifestation.
Les supporters de l'opposition ont commencé à se rassembler à l'entrée principale du stade à partir de 7h-8h00. Vers 9 heures du matin, un détachement de gendarmes sous le commandement de Moussa Tiégboro Camara est apparu, qui a ordonné aux personnes rassemblées de quitter les lieux. Devant le refus, les gendarmes ont fait usage de gaz lacrymogènes et de balles réelles, ce qui, selon des témoins, a entraîné la mort d'au moins deux personnes.

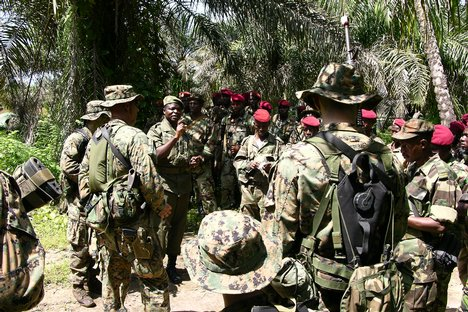
Division de la garde présidentielle guinéenne ("bérets rouges")

Alors que les habitants se dirigeaient vers le stade, les principaux leaders de l'opposition, les anciens Premier ministre Sidya Touré,Cellou Dalein Diallo, François Louceny Fall, Mamadou Mouctar Diallo et Mamadou Baadiko Bah se sont rencontrés chez Jean-Marie Doré, situé à proximité du stade. En quittant l'appartement, ils ont été informés de la visite de l'imam de la grande mosquée Fayçal Elhadj Mamadou Saliou Camara et de l'évêque anglican Albert Gomez pour une médiation et des informations de Moussa Dadis Camara. La délégation n'a été reçue que par Doré, selon laquelle Camara devait s'engager à ne pas recourir à la violence contre les participants au rassemblement si les chefs de l'opposition persuadaient les personnes rassemblées au stade de se séparer pacifiquement. Pendant que Doré emmenait des émissaires, les autres leaders de l'opposition se rendaient au stade, mais étaient arrêtés dans ses environs par Tiégboro Camara. Lorsque leurs partisans l'ont remarqué, ils ont encerclé l'unité, qui en réponse a ordonné aux politiciens de se rendre au stade et a ordonné aux habitants de rentrer chez eux. Vers 11h00, les leaders de l'opposition, portés par la foule dans leurs bras, pénètrent dans le Stade du 28 septembre, où la population se rassemble depuis un certain temps.
- Graphismes utiles : Plan de Conakry [10], Plan du Stade du 28 septembre et du complexe sportif [10]

### Événements à l'intérieur et autour du stade
« J'ai essayé de m'échapper par une porte défoncée par des gens paniqués. Cependant, je suis tombé et j'ai été piétiné... J'étais presque inconscient. Il y avait des coups de feu partout (...) Je suis resté là en faisant semblant d'être mort. Pendant que j'étais allongé, j'ai vu un garçon de 13 ou 14 ans qui cherchait un endroit où s'enfuir. Un « béret rouge » s'est approché de lui avec une arme pointée sur son visage. J'ai entendu un garçon crier : "Mon oncle, mon oncle... tu vas me tuer... Mon oncle, non, tu ne vas pas me tuer, n'est-ce pas ?" Mais il l'a fait... le béret rouge a tiré sur le garçon. Juste à côté de moi. Oh mon Dieu, quand je vois ce garçon, je vois mes propres enfants. »

— Femme de 51 ans, participante à la manifestation et témoin du meurtre.
Les partisans de l'opposition réunis dans l'arène sportive ont crié les slogans pro-démocratiques « Vive la nation, nous voulons la liberté », ont chanté, dansé et brandi des banderoles et des drapeaux. Les autres ont défilé autour du stade, qui était entouré d'un vaste complexe sportif. Environ 50 000 personnes ont participé à la manifestation,.
Vers 11h30, soit une demi-heure après l'arrivée des leaders de l'opposition, plusieurs centaines de militaires, gendarmes, policiers et miliciens en civil ont fait leur apparition aux abords du complexe sportif. Ces troupes comprenaient la Garde présidentielle sous le commandement du colonel Toumba Diakité, conseiller personnel de Camara. En outre, deux unités de gendarmerie sous le commandement du capitaine Tiégboro Camara, une unité de police et un groupe de miliciens civils armés de couteaux, de gourdins et de machettes. À leur arrivée, ils ont encerclé le stade et l'ensemble du complexe et bloqué toutes les entrées. Depuis leurs véhicules, ils ont commencé à tirer des gaz lacrymogènes sur les manifestants rassemblés à l'intérieur, provoquant une explosion de panique. Quelques minutes plus tard, la Garde présidentielle et un petit nombre des forces restantes ont pris d'assaut la porte principale du stade et ont commencé à bombarder la population à balles réelles. Selon des témoins, les soldats ont tiré droit dans la foule, de droite à gauche, jusqu'à ce que tout le chargeur soit tiré. Ils ont également tiré sur des personnes essayant de sortir de l'établissement, escaladant les murs et la clôture. Des manifestants voulant sortir par la deuxième porte ont également été attaqués. De nombreuses personnes ont été piétinées à mort lors des bombardements. D'autres sont morts à la suite de coups ou de coups de couteau. Certaines personnes qui ont réussi à trouver refuge dans les toilettes, vestiaires et autres pièces du stade ont évité les blessures. Après être entrée dans le stade, l'armée a commencé un massacre des personnes rassemblées sur la plate-forme et les tribunes.
Le stade du 28 septembre était entouré d'un vaste complexe sportif. À l'intérieur du complexe, il y avait des terrains de basket-ball et de volley-ball, divers bâtiments d'infrastructure et un stade de football plus petit. L'ensemble du bâtiment était clôturé avec un haut mur avec un petit nombre de portes métalliques. Lors de l'attaque, des troupes armées ont occupé non seulement le bâtiment du stade principal, mais également l'ensemble du complexe sportif, où des manifestants étaient également rassemblés. Il y avait aussi des meurtres et des crimes là-bas. Les supporters de l'opposition qui ont réussi à sortir du stade ont généralement fait face à de nouveaux tirs dans le complexe. De nombreuses personnes ont tenté de quitter le bâtiment du stade en sautant du haut d'une hauteur de 10 à 15 mètres. Certains d'entre eux sont morts des suites de blessures, écrasés par d'autres en sautant. Les soldats ont parfois promis aux manifestants un libre passage, puis leur ont tiré dessus sans annonce. Cependant, des témoins des événements ont également décrit des cas d'aide des gendarmes postés à l'extérieur, qui leur ont permis de quitter le complexe sportif et ont averti la Garde présidentielle de ne pas commettre de crimes violents. Parmi les nombreux crimes, les soldats ont également pillé les biens des manifestants en fuite et les ont tués. Les objets du vol étaient des portefeuilles, des téléphones, de l'argent, des appareils photo, des chaussures et des documents d'identité.
À la suite de la répression violente du rassemblement, au moins 157 personnes sont mortes, selon l'Organisation guinéenne des droits de l'homme, OGDH, selon les organisations internationales de défense des droits de l'homme. Selon un rapport de l'ONU, au moins 156 personnes ont été tuées ou portées disparues. Un rapport de Human Rights Watch a estimé le nombre de morts à 150-200 citoyens. Pendant ce temps, le ministère de l'Intérieur guinéen a fait état de 57 victimes le 29 septembre et la commission nationale de recherche en février 2010 a fait état d'un nombre total de morts de 63. Selon un rapport de Human Rights Watch, plus de 1 400 personnes ont été blessées. selon les données de l'OGDH, plus de 1200 personnes et selon le ministère guinéen de la Santé, 934 personnes. La plupart des blessés étaient des blessures par balle, beaucoup d'entre eux avaient également des coupures et des coups de couteau, des baïonnettes et des machettes, des marques de crosse de fusil, de gourdins et de bâtons, des coups de poing et des coups de pied. Certains des blessés avaient des os cassés et écrasés ,,, .
Lors de la pacification de la contestation, le commandant de la Garde présidentielle, Aboubacar Toumba Diakité, accompagné de son adjoint Marcel Koivogi, s'est rendu au stade pour capturer les leaders de l'opposition. Selon des témoins, Diakité a commis une série de tueries et de passages à tabac au centre du stade. La Garde présidentielle a détenu les leaders de l'opposition sur la barre d'honneur et les a sévèrement battus. Le plus blessé est l'ancien Premier ministre Cellou Dalein Diallo, qui est tombé et a perdu connaissance. Doré a également été battu, qui n'a pas réussi à pénétrer à l'intérieur du stade et n'était pas loin de sa porte. Les dirigeants ont été conduits hors du complexe sportif par Diakité et le commandant de la gendarmerie Tiégboro Camara et transportés en voiture jusqu'à la caserne militaire. En raison de leurs blessures, ils ont ensuite été admis à l'hôpital, où ils ont reçu une délégation de responsables gouvernementaux tard dans la soirée, qui leur ont présenté des excuses officielles. Ils ont également été informés que le capitaine Moussa Dadis Camara les avait autorisés à rentrer chez eux.

« Quand les bombardements ont commencé, j'ai essayé de m'enfuir, mais les « bérets rouges » m'ont attrapé et m'ont traîné au sol. L'un d'eux m'a frappé deux fois au visage avec son arme. Après ma chute, trois m'ont attaqué. L'un d'eux a sorti un couteau et a déchiré mes vêtements, me blessant dans le dos. J'ai essayé de me battre mais ils étaient trop forts. Deux m'ont maintenue au sol pendant que les autres me violaient. Ils ont dit qu'ils me tueraient si je ne les laissais pas faire ce qu'ils voulaient. Puis le deuxième d'entre eux m'a violée, puis le troisième. Ils m'ont battu tout le temps et n'arrêtaient pas de dire qu'ils nous tueraient tous. Je les ai crus - une autre femme a été violée à trois mètres, et après qu'ils ont fini, l'un d'eux a pris sa baïonnette et l'a mise dans son vagin, puis a léché le sang sur le couteau. Je l'ai vu, juste à côté de moi... J'avais tellement peur qu'ils puissent me le faire aussi. »

— Enseignante de 35 ans, victime de viol
Des dizaines de femmes et de filles qui ont participé à la manifestation au stade de Conakry sont devenues la cible de violences sexuelles avec une cruauté particulière. Selon un rapport de Human Rights Watch, la plupart des attaques ont été perpétrées par des membres de la Garde présidentielle, et à moindre échelle par des gendarmes, des policiers et des policiers civils. Le rapport faisait état de 63 victimes identifiées d'abus sexuels, mais le nombre réel de victimes était probablement plus élevé, car certaines femmes n'ont signalé aucun cas d'abus sexuel et n'ont demandé de l'aide nulle part, par crainte de stigmatisation dans un pays majoritairement musulman. Le rapport de l'ONU fait état de 109 cas de viols, tout en soulignant le caractère incomplet de ces données. Après l'assaut et l'entrée dans l'enceinte du stade, de nombreux soldats ont commencé à se presser contre le mur, à chasser et à attraper les femmes. Après avoir intimidé la victime, ils lui ont arraché ou ouvert ses vêtements, blessant souvent son corps. Ils ont ensuite procédé à une série de viols rapides. Beaucoup de femmes ont été violées à plusieurs reprises par de nombreux soldats. En plus du viol, les soldats ont également agressé sexuellement avec des objets tels que des bâtons, des morceaux de bois, des gourdins, des chaussures, des crosses de fusil et des baïonnettes. En conséquence, les femmes ont subi des blessures et des infections étendues,.
Toutes ces activités se déroulaient devant les protestateurs en fuite des soldats. Des cas d'abus sexuels ont été signalés à la fois dans le stade principal et ses locaux, ainsi que dans tout le complexe sportif. Le plus souvent, ils étaient accompagnés d'insultes verbales, de coups et de menaces de mort. Selon des témoins, dans quelques cas, ces menaces se sont par la suite concrétisées. Des femmes et des hommes plus âgés essayant d'empêcher les actions des soldats ont été battus ou tués.
Certaines des femmes ont été enlevées par des soldats du complexe sportif à la caserne militaire et ont été soumises à de multiples viols pendant jusqu'à cinq jours. Le rapport de Human Rights Watch a également noté l'enlèvement de femmes du centre de santé de Ratoma à Conakry. Des femmes ont été traînées dans des véhicules et emmenées dans des bâtiments militaires, où elles ont reçu de l'alcool et des drogues contre leur gré et ont été victimes de crimes sexuels. Au bout de quelques jours, ils étaient abandonnés à moitié nus le matin ou le soir aux passages à niveau ,.
La plupart des femmes maltraitées incluses dans le rapport de Human Rights Watch ont déclaré ressentir un profond sentiment de honte et d'humiliation. Elle s'est également dite préoccupée par le rejet par leurs familles, la stigmatisation par la société, la possibilité de tomber enceinte et de contracter des maladies vénériennes et le VIH. Beaucoup de femmes n'ont pas du tout admis avoir été victimes d'abus. Pour beaucoup d'entre eux, la perte de la virginité était associée à la dégradation sociale et à la souillure de l'honneur familial dans une société conservatrice.

## Actions militaires après l'attaque

### Couvrant les traces
Le 29 septembre 2009, les autorités guinéennes ont annoncé que 57 personnes avaient été tuées lors d'une manifestation dans le stade de la capitale, la plupart piétinées par la foule. Cela contredit les estimations des organisations locales de défense des droits de l'homme qui, d'après des sources hospitalières, font état d'au moins 157 morts. Cependant, le nombre exact de victimes est inconnu. Le 2 octobre 2009, les autorités ont amené les corps de 57 victimes à la vue du public à la Grande Mosquée Fayçal à des fins d'identification. De nombreuses familles se sont plaintes de ne pas pouvoir retrouver leurs proches et leurs proches. De brefs affrontements ont également eu lieu entre les habitants de la capitale et les services de sécurité. Selon un rapport des droits de l'homme et des Nations unies, le nombre réel de morts était bien plus élevé que les chiffres officiels du gouvernement,,.
Selon ces informations, peu de temps après la fin de l'attaque contre les partisans de l'opposition, les militaires ont immédiatement commencé à éliminer les traces des crimes commis. Déjà pendant l'attaque, les soldats ont confisqué des téléphones portables, des appareils photo et des caméscopes visibles afin d'éliminer toute preuve potentielle. Des journalistes présents aux abords du stade ont été intimidés, battus et expulsés des locaux .
Après le massacre, les corps des morts gisaient à la fois dans le stade lui-même et dans tout le complexe sportif. Entre 12h00 et 13h00, une ambulance de la Croix-Rouge guinéenne est entrée dans les locaux pour la première fois, emportant les corps de 15 morts et plusieurs blessés. Cependant, vers 13 heures, les militaires ont fermé les entrées du complexe, en coupant l'accès depuis l'extérieur. Tous les convois médicaux étaient déjà retirés. La Garde présidentielle a commencé une collecte et un enlèvement hâtifs des corps. Les corps ont été chargés sur des véhicules militaires, transportés vers des lieux inconnus, puis enterrés dans des fosses communes. A cette époque, il y avait encore beaucoup de monde à l'intérieur du stade, caché dans ses différentes allées et salles. Ils ont été témoins des événements et ont été battus et chassés dehors. Dans des rapports ultérieurs, des témoins des événements ont décrit avec précision le retrait de dizaines de corps, hommes et femmes, du stade.

« Quand je me suis réveillé, j'étais sur le terrain et j'avais deux jambes et la tête d'autres corps sur moi - tous les trois morts. J'ai vu les militaires déplacer des corps dans trois camionnettes militaires et un plus gros camion. Il y avait encore des coups de feu ici et là, mais la plus grande partie de la confusion est maintenant terminée. Les corps ont été emportés par des « bérets rouges » et un groupe de gendarmes. Je suis resté comme ça un moment, jusqu'à 16 heures environ, là où j'étais allongé, je pouvais voir tous les corps - sur le podium, certains accrochés au mur et sur le terrain de jeu. J'y suis resté jusqu'à leur départ. Plus tard, je me suis levé. J'étais toujours malade - je me promenais comme si j'étais à moitié paralysé. Cela a toujours été le cas lorsque j'ai eu une crise d'asthme. Je ne pouvais plus voir de corps à l'extérieur du stade. Les militaires m'ont laissé sortir parce qu'ils pensaient que j'étais fou. »

— Vendeur asthmatique de 41 ans après son réveil
De nombreux corps des victimes du massacre ont été transportés dans deux morgues des hôpitaux Donka et Ignace Deen dans les heures qui ont suivi l'attaque. Ils y ont été transportés directement du stade par des ambulances locales ou des particuliers. Certains d'entre eux y ont été déplacés après être décédés dans des hôpitaux des suites de leurs blessures. L'armée a encerclé la morgue en fin d'après-midi du 28 septembre, empêchant les civils d'y accéder. Ils sont restés bloqués jusqu'au 1er octobre 2009, date à laquelle les soldats ont laissé entrer les journalistes, montrant les corps de 57 tués, tous selon la position officielle des autorités. Le gouvernement a rejeté avec véhémence les voix des familles, des organisations de défense des droits de l'homme et de l'opposition sur le manque de nombreux corps, et le ministre de l'Environnement a estimé que les allégations de décès supplémentaires étaient "basées sur des rumeurs". Cependant, selon des témoins et un rapport de Human Rights Watch, les soldats ont retiré de nombreux corps des bâtiments de la morgue. Certaines familles ont également réussi à posséder les corps de leurs proches grâce à la corruption des gardiens.
Immédiatement après l'attaque, des centaines de blessés ont commencé à se présenter au plus grand hôpital, Donka. L'hôpital était surpeuplé, les blessés gisaient par terre et les médecins ne pouvaient pas suivre leurs soins. Vers 15 heures, les forces de la Garde présidentielle et la police militaire sont entrées dans l'hôpital. L'armée s'est emparée du terrain de l'hôpital et en a bloqué l'accès pendant un certain temps. Il a intimidé les blessés et les médecins, qui ont exigé qu'ils suspendent leur traitement et prennent des photos des blessés. Afin d'éveiller la peur, il a tiré plusieurs fois ses armes à feu. Les soldats ont également détruit une pharmacie voisine, qui contenait de nombreux médicaments nécessaires. Le ministre de la santé, qui est venu plus tard à l'hôpital, selon des témoins, aurait personnellement donné des coups de pied aux blessés allongés sur le sol. L'armée a quitté l'hôpital vers 16 heures, laissant quelques soldats à l'entrée pour contrôler l'accès au bâtiment.

### Attaques contre les maisons de dirigeants et de sympathisants de l'opposition
Peu après la pacification de la contestation, dans les après-midi et soirées du 28 septembre 2009, la Garde présidentielle dirigée par le capitaine Claude Pivi, ministre de la Sécurité présidentielle, a fait irruption et saccagé les domiciles de trois leaders de l'opposition : Cellou Dalein Diallo, Sidya Touré et Jean-Marie Doré. Tous étaient à l'hôpital à ce moment-là en raison de blessures subies lors de la manifestation. Leur famille et leurs amis intimidés par l'armée sont restés chez eux. Les soldats ont fait irruption dans les appartements, pillant et détruisant les objets et les documents les plus précieux. A la maison de Cellou Dalein Diallo, les voles comprennent des ordinateurs, des téléviseurs, des vêtements et trois voitures et quelques motos garées à l'extérieur. Le but de l'attaque était d'intimider et de perturber le travail des opposants.
Dans les heures qui ont suivi le massacre, des unités armées et masquées de la Garde présidentielle et de la milice civile ont occupé les quartiers de la ville principalement habités par des partisans de l'opposition, attaquant leurs habitants et pillant leurs biens. Dans ces quartiers, il y a eu des cas d'assassinats, de viols, de passages à tabac et d'intimidation de la population, et de vols. Une telle situation a également eu lieu dans les jours suivants.

### Détentions arbitraires
Pendant et juste après la pacification du rassemblement de l'opposition, ses participants ont été attrapés au hasard par des soldats qui s'échappaient du stade. Ainsi, plusieurs dizaines de personnes ont été arrêtées et transportées vers le lieu d'isolement. Ils ont également été rejoints par un plus petit nombre de personnes capturées lors des attaques contre les domiciles des partisans de l'opposition et des proches de ceux qui les recherchaient dans les lieux de détention. Les détenus ont été placés en quatre points de la capitale : la caserne militaire Alpha Yaya Diallo, la caserne de Koundara, et l'un des commissariats de police et le centre de détention de la gendarmerie. Ils ont été détenus jusqu'à 15 jours, période au cours de laquelle ils ont fait l'objet d'atteintes aux droits humains, de traitements inhumains et de torture. Certaines familles ont réussi à faire libérer leurs proches grâce à la corruption des gardes. Les détenus, souvent blessés au cours des événements, n'ont pas reçu d'aide médicale ni de nourriture adéquate, ont été battus, insultés et dépouillés de leurs biens.
Les plus grandes exactions se sont produites dans les casernes de Koundara et Alpha Yaya Diallo, où les partisans de l'opposition ont été détenus le plus longtemps. Dans le premier cas, selon les rapports des prisonniers eux-mêmes, ils ont été forcés de se mettre à nu et de s'allonger sur le sol tandis que des membres de la Garde présidentielle roulaient plusieurs fois sur une moto sur leurs jambes. Les soldats versaient de l'eau bouillante sur eux, les fouettaient plusieurs fois le matin et le soir, les forçaient à se coucher nus les uns sur les autres, provoquant l'écrasement des plus bas. Les détenus ont été contraints de prendre des positions inconfortables pendant de longues périodes, regardant directement le soleil, se tenant la tête baissée, s'allongeant en marchant dessus et imitant le comportement des animaux sauvages pour amuser les gardiens. La nuit, des exécutions fictives étaient organisées avec leur participation. Une situation similaire s'est produite dans la caserne Alpha Yaya Diallo, où les détenus ont été sévèrement battus et insultés  .

## La réaction des autorités et de l'opposition

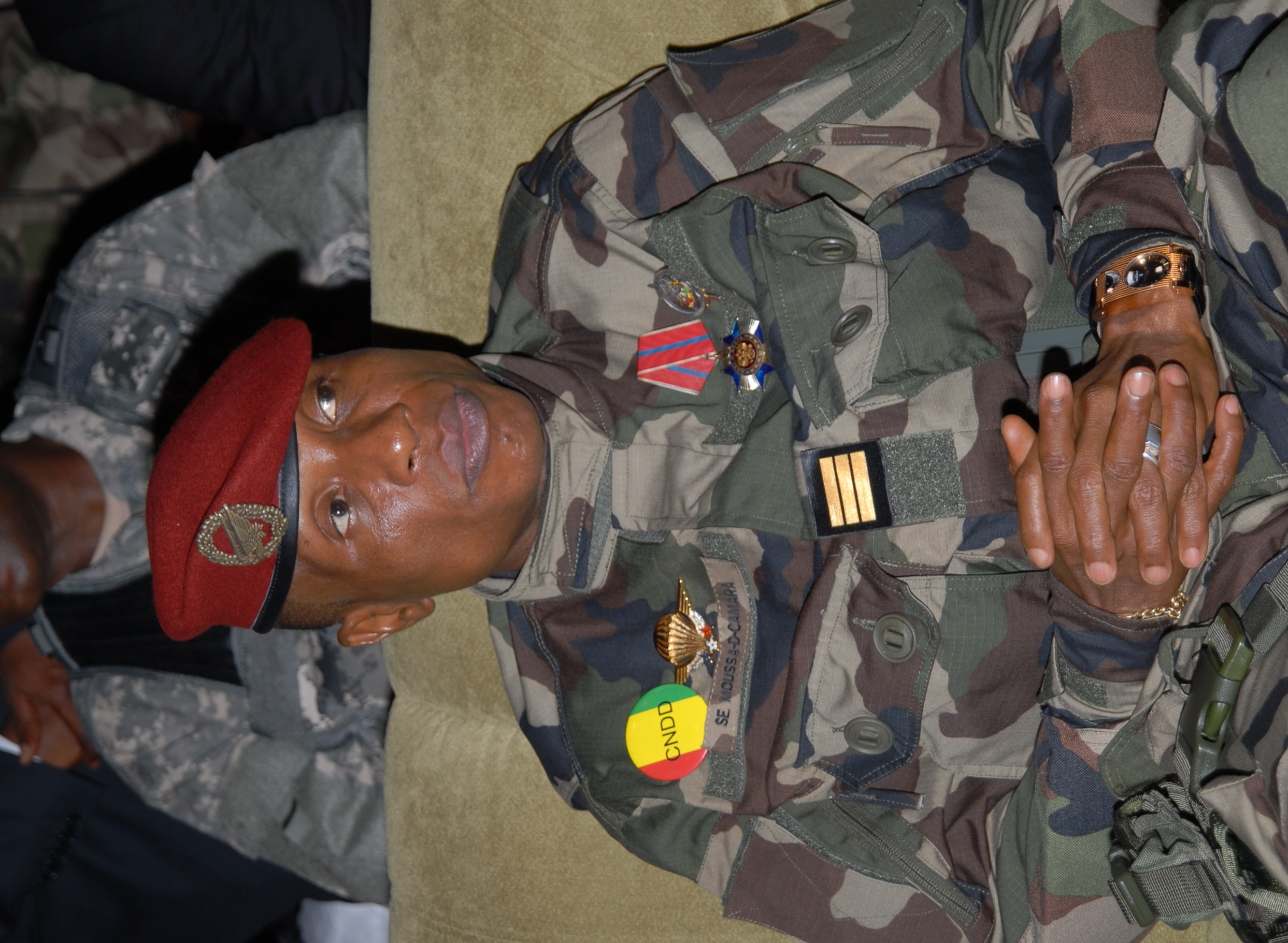
Moussa Dadis Camara, chef de la junte au pouvoir

Le 29 septembre 2009, Moussa Dadis Camara, dans une interview, a admis que les militaires qui avaient perdu le contrôle de la situation étaient responsables des événements. Cependant, il a nié tout incident de viol par eux. Il a ajouté qu'il est difficile de contrôler les militaires dans une situation de tension dans le pays et a exprimé sa « profonde tristesse »,. Il a déclaré que "c'était la première fois qu'une telle chose se produisait en Guinée" et a accusé les dirigeants de l'opposition d'inciter à l'agitation et de "donner de l'argent aux jeunes pour qu'ils déclenchent une révolte".
Le 30 septembre 2009, les autorités ont interdit tous les rassemblements de masse « subversifs » et annoncé un deuil national de deux jours. Camara a ajouté que les auteurs de la manifestation et leurs sponsors seraient sévèrement punis. Il a appelé les autorités religieuses, les organisations sociales, les partis politiques et les médias à s'abstenir de déclarations et d'actions susceptibles de troubler l'ordre public,.
Camara a appelé à la formation d'un nouveau gouvernement d'union nationale, composé de représentants de divers partis politiques, et à la création d'une commission d'enquête internationale sous l'égide des Nations unies pour enquêter sur les circonstances de la dernière manifestation et les manifestations de janvier et février 2007. Il a également appelé les dirigeants africains à aider à la médiation entre les différentes forces politiques à l'intérieur du pays,. Il a souligné que s'il démissionnait de la présidence et démissionnait des élections, un autre coup d'État pourrait se produire dans le pays. Il a dit qu'il était devenu un « otage » de l'armée, qui avait menacé de faire un coup d'État,. Le 4 octobre 2009, il déclare qu'il n'est pas responsable des événements du 28 septembre, et le lendemain il accuse la France de traiter son pays comme l'un de ses districts et de « calomnier les peuples d'Afrique ».
Le 29 septembre 2009, Alpha Condé, le leader de l'opposition à New York, a annoncé qu'il mobiliserait l'opinion et poursuivrait les protestations contre le régime militaire criminel,. Le 1er octobre 2009, les dirigeants de l'opposition ont rejeté la proposition de Camara de créer un gouvernement conjoint comme étant incroyable. L'ancien Premier ministre Sidya Touré a déclaré qu'« il n'est pas du tout intéressé par cela » et que le plus important est d'établir qui a donné l'ordre de tirer sur la foule. Mamadou Mouctar Diallo, chef du parti d'opposition nouvelles forces démocratiques, a vu la proposition comme une tentative de "divertissement". Le Forum des forces vives de Guinée a appelé l'Union Africaine et la CEDEAO à envoyer une mission de maintien de la paix en Guinée pour protéger le public,.
Le 5 octobre 2009, l'opposition a organisé une manifestation à l'extérieur de la capitale. Ce jour-là, il y a eu une grève générale à Kissidougou. Les magasins et les bâtiments de l'administration publique sont restés fermés dans toute la ville et la circulation dans les rues s'est presque complètement éteinte. Le 12 octobre 2009, l'opposition, en collaboration avec les syndicats, a organisé une grève générale de deux jours à Conakry pour commémorer les victimes du massacre. Elle a appelé les employés de l'État et du secteur privé à rester chez eux et à prier pour les victimes.
Le 7 octobre 2009, les autorités guinéennes ont annoncé leur intention de créer une commission indépendante pour enquêter sur les événements de la capitale. Il devait être composé de 31 personnes, dont 4 membres de partis politiques, 3 membres de syndicats et d'organisations sociales, 3 représentants des militaires et 3 représentants d'organisations de défense des droits de l'homme. Les membres restants devaient être des avocats, des juges et des professeurs. L'opposition a immédiatement rejeté l'idée de créer une commission contrôlée par le gouvernement et a appelé à une enquête internationale sur la question. En octobre, trois ministres ont quitté le gouvernement en réponse à la réaction du gouvernement au massacre de Conakry notamment le ministre de l’Agriculture et de l’élevage, Abdourahamane Sanoh, Dr Alpha Diallo, ministre de la fonction publique et de l’emploi et Justin Morel Junior ministre de la Communication,.

## Réactions internationales
- ONU – Le secrétaire général des Nations unies Ban Ki-moon a condamné l'usage excessif de la force. Il s'est déclaré choqué par l'ampleur du drame, le nombre de victimes et de blessés et l'ampleur des dégâts[16]. Il a appelé les autorités du pays à faire preuve d'un maximum de retenue[13].
- Le 30 septembre 2009 Navanethem Pillay, Haut-Commissariat des Nations unies aux droits de l'homme, Elle a condamné l'effusion de sang en Guinée et a appelé à une enquête internationale sur la question[33]. L'ONU dans ses déclarations officielles fait état de "plus de 150" morts[34].
- Union africaine – L'UA a condamné les bombardements sans scrupules des civils non armés[13]. Elle s'est dite préoccupée par la « détérioration de la situation » en Guinée et a déclaré l'introduction de sanctions supplémentaires contre la junte au pouvoir au cas où son chef se présenterait aux élections présidentielles[35]. Elle a donné à Dadis Camara jusqu'au 17 octobre 2009 pour renoncer à son projet de se présenter aux élections[22],[36].
- CEDEAO – La CEDEAO a menacé la Guinée de sanctions[13]. Le 3 octobre 2009, la CEDEAO nomme le président du Burkina Faso, Blaise Compaoré, médiateur et envoyé en Guinée. Son rôle était d'aider à apaiser les tensions dans le pays et d'engager le dialogue entre les autorités et l'opposition, et d'aider à prendre des mesures pour organiser des élections crédibles[37]. Le président a commencé sa mission en Guinée le 5 octobre 2009[38].
- Union européenne – L'UE a condamné les actions contre les manifestants pro-démocratie. Javier Solana, Haut représentant de l'Union pour les affaires étrangères et la politique de sécurité, a appelé les autorités guinéennes à libérer immédiatement les militants de l'opposition arrêtés et à faire preuve d'un maximum de retenue et à assurer la sécurité des citoyens[39]. le 14 octobre 2009, le commissaire européen à l'Aide humanitaire et à la Réaction aux crises Karel De Gucht décrit le massacre comme Crime contre l'humanité[36],[40].
- France – La France a condamné la répression brutale et sanglante exercée par l'armée contre l'opposition et la société civile lors d'une manifestation pacifique[41]. Il a annoncé la suspension immédiate de la coopération militaire avec la Guinée et annoncé une révision des relations bilatérales avec ce pays, y compris des mesures d'aide[42]. le 4 octobre 2009, le ministre français des Affaires étrangères Bernard Kouchner a déclaré que quelque chose de terrible et de brutal s'est produit en Guinée qui était inacceptable et donc la France ne pouvait plus travailler avec Dadis Camara". Il a appelé à une intervention internationale en Guinée[34]. Le 7 octobre 2009, le ministre Kouchner a déclaré que son pays soupçonnait le capitaine Camara d'être personnellement impliqué dans la répression de la manifestation de Conakry et avait pris des décisions à ce sujet[43]. Le 16 octobre 2009, le ministère français des Affaires étrangères a appelé ses citoyens à éviter de se rendre en Guinée et à quitter le pays, où l'on estimait qu'il y avait environ 2,5 mille personnes. Les français, en raison de l'augmentation des actes de banditisme et des vols à main armée[44],[45].
- États-Unis – Les États-Unis ont exprimé leur inquiétude face à l'effondrement de la sécurité à Conakry. Ils ont appelé à la sécurité de tous les citoyens et étrangers, conformément aux droits de l'homme universellement reconnus. Ils ont appelé la junte au pouvoir à tenir sa promesse d'organiser des élections libres et équitables auxquelles aucun des membres du gouvernement actuel ne participerait[46]. Le 6 octobre 2009, le secrétaire d'État Hillary Clinton a déclaré que les États-Unis étaient consternés et indignés par la violence en Guinée. Elle a conclu que les autorités guinéennes devaient de profondes excuses à leurs citoyens et qu'elles devaient comprendre qu'elles ne peuvent pas rester au pouvoir. Elle a demandé que tous les auteurs de meurtres et de viols soient traduits en justice et que des mesures appropriées soient prises par la communauté internationale contre le gouvernement de Conakry[47]. Le 14 octobre 2009, les États-Unis ont déclaré que le gouvernement guinéen devrait se retirer et permettre des élections valides[36],[40]. Mi-novembre 2009, les États-Unis ont accusé la junte d'entraîner des milices avec l'aide de mercenaires sud africains[48].
- Amnesty International – AI a exhorté tous les États à suspendre le commerce des armes avec la Guinée jusqu'à ce que les autorités prennent des mesures pour prévenir de futures violences et traduire les auteurs de l'attaque violente en justice[49].

## Activités de la communauté internationale
La réaction de la communauté internationale ne s'est pas limitée à des propos critiques sur l'usage de la violence contre les citoyens et des appels aux autorités, mais a également pris la forme d'actions concrètes. Celles-ci comprenaient l'imposition de sanctions à la junte au pouvoir, l'ouverture d'une enquête sur les événements du 28 septembre et une médiation internationale pour résoudre le conflit qui en résultait entre le gouvernement et l'opposition.
| La manifestation à Conakry et ses suites | La manifestation à Conakry et ses suites                                                                       |
| ---------------------------------------- | --- |
| Août 2009                                | Le capitaine Camara annonce la date de l'élection présidentielle, sans exclure son propre départ.              |
| 19 Septembre 2009                        | La décision de l'opposition d'organiser une manifestation le 28 septembre.                                     |
| 28 Septembre                             | La manifestation de l'opposition à Conakry a été brutalement réprimée par les militaires.                      |
| 30 septembre - 1er octobre               | Deuil national en Guinée.                                                                                      |
| 5 octobre                                | La médiation du président Compaoré commence.                                                                   |
| 12-13 octobre                            | Grève générale organisée par l'opposition et les syndicats.                                                    |
| 14 octobre                               | Première enquête sur la manifestation de Conakry lancée par la CPI.                                            |
| 16 octobre                               | Création d'une commission de l'ONU chargée d'enquêter sur les événements en Guinée.                            |
| 17 octobre                               | Sanctions imposées à la Guinée par la CEDEAO.                                                                  |
| 27 octobre                               | Sanctions de l'UE contre la Guinée.                                                                            |
| 29 octobre                               | Sanctions de l'UA contre la Guinée.                                                                            |
| 21 décembre                              | Rapport de l'ONU sur la manifestation de Conakry tenant Camara responsable de crimes contre l'humanité.        |
| 15 janvier 2010                          | Accord sur le retour de la Guinée à un régime civil.                                                           |
| 2 février                                | Rapport de la Commission guinéenne de la recherche excluant toute responsabilité de Camara.                    |
| 15 février                               | Prestation de serment d'un gouvernement de transition composé de représentants de la junte et de l'opposition. |
| 19 février                               | Reconnaissance par le procureur de la CPI du massacre de civils comme crime contre l'humanité.                 |

### Les sanctions
Le 12 octobre 2009, les ministres des Affaires étrangères de la CEDEAO, réunis à Abuja, ont exigé que Dadis Camara s'engage à ce que ni lui ni aucun membre de la junte ne participe à l'élection présidentielle. En outre, ils ont appelé à une commission internationale pour enquêter sur "les massacres de civils non armés et les cas de viol" et pour punir et poursuivre les auteurs en Guinée ou devant la Cour pénale internationale (CPI). Les ministres ont appelé les autorités guinéennes à libérer toutes les personnes arrêtées lors de la manifestation, à restituer les corps aux familles des victimes et à fournir aux victimes de viol des soins médicaux appropriés. Le président de la CEDEAO, président du Nigéria, Umaru Yar'Adua, a convoqué un sommet spécial des États de la CEDEAO à Abuja le 17 octobre sur la situation en Guinée et la situation au Niger. L'Union africaine avait auparavant donné à Dadis Camara jusqu'au 17 octobre pour abandonner son projet de se présenter à l'élection présidentielle.
Le 17 octobre 2009, jour de l'expiration de l'ultimatum de l'Union africaine, les États du bloc de la CEDEAO, lors d'un sommet extraordinaire à Abuja, ont imposé un embargo sur les armes à destination de la Guinée, accusant la junte au pouvoir de "violations massives des droits de l'homme" en septembre manifestation. Ils ont annoncé qu'ils prendraient les mesures appropriées pour obtenir le soutien de l'Union africaine, de l'Union européenne et des Nations unies dans la mise en œuvre de l'embargo. La France a suspendu début octobre toute coopération militaire avec la Guinée, y compris le commerce des armes,. Dadis Camara n'a pas respecté les exigences de l'UA et n'a pas démissionné par écrit de ses aspirations présidentielles avant minuit le 17 octobre 2009. Il a déclaré que la question de sa participation aux élections devrait faire l'objet de négociations internationales. Il a demandé à l'UA et à la CEDEAO de résoudre ce problème lors de la médiation du président Compaoré,. En réponse, la Commission de paix et de sécurité de l'UA a menacé d'imposer des sanctions contre la Guinée.
Le 27 octobre 2009, l'Union européenne a adopté un embargo sur les armes contre la Guinée et des sanctions interdisant les voyages et gelant les avoirs financiers des membres de la junte militaire sur le territoire de l'UE,. Le 29 octobre 2009, des sanctions contre la Guinée ont été décrétées par l'Union africaine. Celles-ci comprenaient une interdiction de voyager sur son territoire et un gel des avoirs pour les membres de la junte. Le 22 décembre 2009, l'UE a renforcé ses sanctions contre la Guinée, étendant l'ampleur du gel des fonds par la junte et interdisant l'exportation de tout équipement pouvant être utilisé pour réprimer la population vers ce pays.
Le 23 décembre 2009, les États-Unis ont exclu la Guinée (plus Madagascar et le Niger) de sa loi sur la croissance et les opportunités en Afrique pendant un an pour non-respect de ses critères. Le président Barack Obama a appelé ces pays à instaurer l'État de droit et le pluralisme politique, à éliminer les barrières commerciales avec les États-Unis et à faire des efforts pour lutter contre la corruption.

### La médiation
Le 5 octobre 2009, le président du Burkina Faso Blaise Compaoré est venu à Conakry en mission de médiation pour le compte de la CEDEAO. Il a appelé les autorités et l'opposition à engager un dialogue commun. Il a proposé d'organiser une rencontre des deux parties à Ouagadougou, ce que le gouvernement guinéen a provisoirement accepté. L'opposition n'exclut pas la tenue de pourparlers. L'ancien premier ministre et l'un des leaders de l'opposition, Cellou Dalein Diallo, considéraient l'arrestation des responsables du massacre de Conakry comme une condition nécessaire aux pourparlers.
En novembre 2009, le président Compaoré a poursuivi sa mission de médiation. Début novembre, il a eu des entretiens à Conakry avec des représentants des principaux camps politiques, des syndicats et des organisations sociales. Au cours de ces réunions, l'opposition a présenté un plan de sortie de crise, qui supposait la démission de Dadis Camara de son poste, la dissolution de la junte militaire et la création dans les 6 mois d'une administration de transition, choisie par consensus, afin de tenir libre élections. Le 11 novembre 2009, les autorités présentent à Compaoré leur propre plan, dans lequel elles optent pour la formation d'un gouvernement de transition par consensus, tout en maintenant Dadis Camara à la tête de l'État. L'opposition considérait la démission de Dadis Camara comme une condition nécessaire à une transformation pacifique, ce que la junte militaire n'a catégoriquement pas accepté.
Le 25 novembre 2009, le président de la commission électorale nationale a annoncé que la tenue de l'élection présidentielle le 31 janvier 2010 serait "techniquement irréalisable" en raison de "circonstances imprévues". Il a dit que la commission n'avait pas encore compilé les listes électorales et n'avait pas commandé le matériel nécessaire, incl. en raison de la suspension de l'aide financière de l'étranger. Il a ajouté qu'il faudrait fixer une nouvelle date, ce qui était également dû aux négociations du président Compaoré.
Le 3 décembre 2009, le capitaine Camara est blessé lors d'un attentat par son conseiller et participant aux événements du 28 septembre, Aboubacar Toumba Diakité, et le colonel Sékouba Konaté prend la présidence par intérim. Comme l'a expliqué plus tard l'auteur fugitif de l'attaque, il l'a commise parce que Dadis Camara avait l'intention de rejeter sur lui toute la responsabilité du massacre. Les jours suivants, le 13 décembre 2009, la CEDEAO a proposé d'envoyer une force d'intervention en Guinée pour garantir la sécurité et l'ordre dans le pays. Le président de la Commission de la CEDEAO, Mohamed Ibn Chambas, a fait valoir que ces forces protégeraient les civils et empêcheraient la déstabilisation de toute la région ouest africaine en raison de la crise interne prolongée. La junte militaire a rejeté un projet de déploiement de forces étrangères en Guinée, et son porte-parole a déclaré qu'une telle tentative constituerait « une atteinte aux autorités du pays et à l'intégrité du peuple »,.
Le véritable changement de position du chef de l'État (le blessé Dadis Camara a été hospitalisé au Maroc ) a conduit à un assouplissement de la position des autorités et à une nouvelle ouverture au dialogue. Le 6 janvier 2010, Konaté a annoncé un plan visant à établir un "gouvernement de transition d'union nationale" dirigé par un Premier ministre nommé par l'opposition. Les tâches du gouvernement consistaient à fixer une date et à organiser des élections présidentielles et parlementaires. Il a également appelé les dirigeants de l'opposition qui ont quitté le pays après le massacre de septembre à revenir, garantissant leur sécurité . L'opposition a salué la déclaration de Konaté, mais a déclaré qu'elle ne répondait pas à ses principales revendications. Cellou Dalein Diallo a annoncé qu'au départ il fallait fixer la durée de la période de transition, élaborer un cadre de concertation sur les organes de transition du pouvoir et établir les règles de candidature des membres de la junte militaire et du gouvernement.

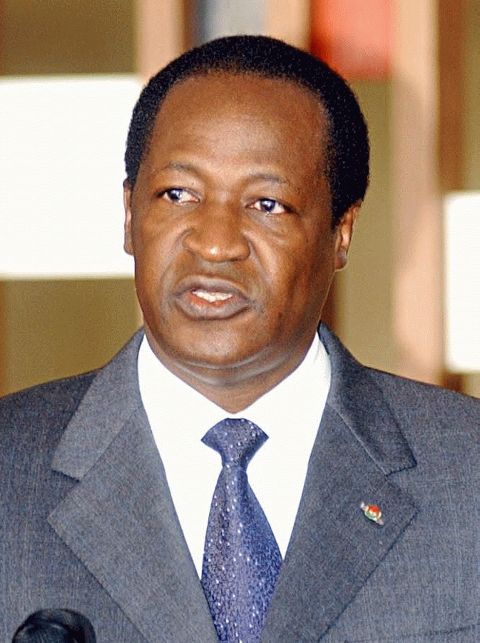
Président Blaise Compaoré, médiateur de la CEDEAO

Les pourparlers de médiation, présidés par le président Compaoré, ont repris au Burkina Faso le 13 janvier 2010, le lendemain du transfert de Camara d'un hôpital du Maroc vers le Burkina Faso. Le 15 janvier 2010, Camara, Konaté et Compaoré ont signé un accord sur le retour de la Guinée à un régime civil. Camara a renoncé au pouvoir de facto et a accepté de rester au Burkina Faso pour une période de convalescence. Dans le même temps, il soutient le projet d'accord avec l'opposition précédemment proposé par Konaté, qui devait rester président. L'accord prévoyait la formation d'un gouvernement composé de membres de la junte et de l'opposition, dirigé par le Premier ministre de l'opposition. Le nouveau gouvernement devait conserver le mandat jusqu'à ce que des élections soient prévues dans les six mois. Tous les membres du gouvernement et de la junte militaire ont été interdits de voyager. Un conseil spécial de 101 chefs religieux devait être formé pour superviser le transfert de pouvoir. L'opposition accepte l'accord et présente le 18 janvier 2010 la candidature de Jean-Marie Doré à la tête du gouvernement. Le lendemain, Konaté le nomme Premier ministre,. Le 26 janvier 2010, Doré a été officiellement investi comme chef du gouvernement, et le 15 février 2010, son cabinet a prêté serment, qui comprenait un total de 34 représentants de la junte militaire, de l'opposition et des autorités régionales. Le gouvernement intérimaire a entamé les préparatifs de l'organisation des élections dont la date est fixée à fin juin 2010.
La conclusion d'un accord avec l'opposition et le retrait de Camara de la vie politique ont rencontré une réaction positive de la communauté internationale. L'Union africaine s'est dite satisfaite des décisions prises, qu'elle a qualifiées d'"évolutions positives". La France l'a décrit comme "l'étape décisive" dans la fin d'une crise politique d'un an menant à l'instauration de l'État de droit et de la justice  . Le 16 février 2010, elle a repris la coopération civile et militaire avec la Guinée  .

### Enquête
Le 14 octobre 2009, le parquet de la Cour pénale internationale (CPI) a annoncé l'ouverture d'une « enquête préliminaire » pour déterminer si les crimes commis à Conakry pouvaient relever de la compétence du tribunal. La procureure adjointe Fatou Bensouda a déclaré que des informations et des photos à la CPI avaient révélé que des femmes guinéennes avaient été violées dans un stade ou autrement brutalement traitées par des hommes en uniforme. Elle a ajouté que ces événements sont « choquants et inacceptables, et leurs responsables doivent en être tenus responsables ».
Le 16 octobre 2009, l'ONU a annoncé la création d'une commission spéciale chargée d'enquêter sur les violations des droits de l'homme pendant et après les événements du 28 septembre 2009 en Guinée. Le 18 octobre 2009, l'ONU ouvre une enquête sur l'affaire et Haile Menkerios (en), secrétaire général adjoint de l'ONU, vient à Conakry pour rencontrer Dadis Camara, le Premier ministre Kabiné Komara et des membres de l'opposition,. Le 25 novembre 2009, une commission de recherche de 3 personnes, opérant sous l'égide du Haut Commissariat des Nations Unies pour Human Rights, pour une enquête sur le massacre du 28 septembre.
Le 21 décembre 2009, sur la base de matériaux collectés et d'entretiens avec plus de 600 personnes, la commission de recherche de l'ONU a publié un rapport sur les événements de Conakry. Il a déclaré que les soldats avaient commis des meurtres de masse ainsi que des viols et des abus sexuels en masse dans la capitale. Il a parlé de 156 victimes identifiées de la tragédie (tuées et disparues) et d'au moins 109 femmes et filles qui avaient été violées, mutilées sexuellement ou kidnappées et violées à plusieurs reprises. Des centaines de personnes ont également été torturées et maltraitées. Selon le rapport, le nombre de "toutes les victimes de violences était probablement plus élevé". La commission a déclaré qu'il y avait des motifs suffisants pour établir la responsabilité directe des crimes du président Moussa Dadis Camara. Elle a également tenu responsable de deux de ses autres complices (Aboubakar « Toumba » Diakité et Tiégboro Camara) et a demandé qu'ils soient tous traduits devant la justice internationale. La commission a conclu que les actions des autorités guinéennes portaient la marque de crimes contre l'humanité. Elle les a appelés à verser une indemnisation adéquate aux victimes de violences et à fournir aux familles des informations appropriées sur les personnes disparues. Il a recommandé à la CPI d'enquêter sur le crime de Conakry, de soulever le sujet au Conseil de sécurité de l'ONU et d'établir un bureau du HCR en Guinée pendant au moins un an,.
Sur la base d'entretiens et d'entretiens avec plus de 240 personnes, victimes, témoins, militaires et diplomates, un auto-rapport sur la tragédie du 17 décembre 2009 a également été annoncé par l'organisation non gouvernementale de défense des droits humains Human Rights Watch. Il a déclaré que les actions des autorités constituaient un crime contre l'humanité relevant de la compétence de la CPI. Le rapport indique que le but du massacre était de faire taire l'opposition. Les soldats ont tiré sur la population jusqu'à ce qu'ils soient à court de balles, puis ont tenté de dissimuler l'ampleur du massacre en emportant les corps des hôpitaux et en les enterrant dans des fosses communes cachées. L'armée est entrée dans le stade, a fermé ses portes et a ouvert le feu dans le seul but de tuer. Le nombre de victimes est estimé dans le document à 150-200 tués. Le rapport accuse plusieurs officiers militaires (Aboubakar « Toumba » Diakité, Tiégboro Camara, Marcel Koivogi, Claude Pivi) et le capitaine Dadis Camara, qui, selon l'organisation, devraient être traduits en justice. Le rapport accusait les officiers d'être directement impliqués dans les tueries ou d'avoir donné des ordres à des subordonnés. L'organisation a déclaré que les événements de Conakry n'étaient certainement pas l'action d'un groupe de soldats indisciplinés, mais avaient été planifiés à l'avance, et que les hauts dirigeants de la junte devaient être au courant des actions entreprises ,,.
L'explication des événements de la capitale, indépendamment des efforts internationaux, a également été entreprise par les autorités guinéennes, qui ont créé le 23 octobre 2009 leur propre commission sur cette affaire. Il était composé de juges, d'avocats, d'experts légistes et de 5 représentants internationaux ayant le statut de consultant. Cependant, ses activités se sont accompagnées d'accusations de la part de l'opposition et de la société qui ont miné la crédibilité et la fiabilité de son travail. De nombreux témoins témoignant devant la commission craignaient des représailles de la part de leurs récents agresseurs. Le 2 février 2010, elle a présenté un rapport sur son travail, qui était sensiblement différent des rapports publiés après des recherches internationales. Le document disculpe le capitaine Camara de toute culpabilité et de toute implication dans les événements. Le président du comité, Siriman Kouyaté, a déclaré que la Dadis Camara "n'est responsable de rien", ajoutant qu'"il est évident qu'il n'est jamais allé au stade". Le rapport attribue l'entière responsabilité de l'attaque au tueur en puissance et ancien associé de Camara, le colonel Aboubacar Toumba Diakité, et au « groupe des bérets rouges de la Garde présidentielle » qui ont désobéi aux ordres et quitté arbitrairement la caserne. Il a recommandé de les traduire devant un tribunal international, mais national. Se référant au nombre de victimes, il a fait état de 63 personnes tuées dont 58 décédées le jour du massacre et 5 décédées dans les hôpitaux les jours suivants. Ce nombre était en contradiction avec le nombre de victimes dans le rapport de l'ONU qui font état de 156 personnes identifiées. La Commission a également appelé à une amnistie générale pour les politiciens de l'opposition participant et impliqués dans l'organisation de la manifestation,.
Dans le cadre de « l'examen préliminaire » lancé en octobre 2009, la procureure adjointe de la CPI, Fatou Bensouda, s'est rendue en Guinée le 17 février 2010 pour une visite de trois jours. Le but de sa visite était d'évaluer les efforts des autorités guinéennes pour traduire en justice les auteurs du massacre et de recueillir sur place des informations sur les événements. A cet effet, elle a rencontré le président par intérim Sékouba Konaté, le premier ministre du gouvernement de transition Jean-Marie Doré, des ministres, des magistrats, des médecins et des représentants des victimes. Elle a également visité la caserne militaire Alpha Yaya Diallo. À la fin de sa visite, le 19 février 2010, elle a déclaré que le massacre des partisans de l'opposition par les militaires était un crime contre l'humanité. Ce faisant, il a également confirmé l'évaluation antérieure de la Commission des Nations unies. Décrivant les événements, elle a déclaré que « des soldats ont attaqué des civils, tués et blessés. Au grand jour, ils ont abusé, profané et soumis les femmes à des violences sexuelles sans précédent.» La qualification des crimes commis comme crimes contre l'humanité représente la compétence de la CPI en la matière. Le Tribunal a été créé pour juger les crimes contre l'humanité, les crimes de guerre ou le crime de génocide. En vertu de la loi, la Cour ne peut entrer dans sa compétence que lorsque les autorités judiciaires nationales ne sont pas en mesure ou ne veulent pas mener leur propre procédure. Bensouda a annoncé que la CPI, sur la base des éléments recueillis, poursuivrait son enquête préliminaire, sur la base de laquelle elle déciderait des prochaines étapes. La Guinée pourrait continuer à être un bon exemple, a-t-elle dit, si elle traduisait les auteurs en justice,,.
Au cours de la visite, le Premier ministre Doré a déclaré que le système judiciaire national a dû surmonter de nombreux obstacles afin de juger correctement les responsables du massacre. Il a mentionné que le problème est la façon dont c'est organisé, les qualifications des officiels et certains de leurs comportements. La CPI n'ayant pas de forces propres, elle doit s'appuyer sur les services des États qui reconnaissent sa compétence lors de l'émission d'un mandat d'arrêt.

## Procès
Moussa Dadis Camara est condamné à vingt ans de prison, le 31 juillet 2024,,. Le 26 mars 2025, le gouvernement annonce que l’intégralité des frais d’indemnisation dus aux victimes du massacre du 28 septembre 2009 sera désormais financée par le Budget National de Développement (BND).